# Gianluca Barattolo
Gianluca Barattolo (Nápoles, 3 de julio de 1978) es un deportista italiano que compitió en remo como timonel. Ganó ocho medallas en el Campeonato Mundial de Remo entre los años 1998 y 2014.

## Palmarés internacional
| Campeonato Mundial | Campeonato Mundial       | Campeonato Mundial | Campeonato Mundial      |
| Año                | Lugar                    | Medalla            | Prueba                  |
| ------------------ | ------------------------ | ------------------ | ----------------------- |
| 1998               | Colonia (Alemania)       | Medalla de plata   | Dos con timonel         |
| 2001               | Lucerna (Suiza)          | Medalla de plata   | Cuatro con timonel      |
| 2004               | Bañolas (España)         | Medalla de plata   | Ocho con timonel ligero |
| 2005               | Kaizu (Japón)            | Medalla de oro     | Ocho con timonel ligero |
| 2007               | Múnich (Alemania)        | Medalla de plata   | Dos con timonel         |
| 2011               | Bled (Eslovenia)         | Medalla de plata   | Ocho con timonel ligero |
| 2012               | Plovdiv (Bulgaria)       | Medalla de plata   | Ocho con timonel ligero |
| 2014               | Ámsterdam (Países Bajos) | Medalla de plata   | Ocho con timonel ligero |